# Le Mans FC
Le Mans UC72 är en fransk fotbollsklubb från Le Mans. Spelar sina hemmamatcher på Stade Léon-Bollée. Didier Drogba inledde sin proffskarriär i Le Mans. 

## Historia
Säsongen 2018/2019 blev Le Mans uppflyttade till Ligue 2. Följande säsong blev klubben åter nedflyttade till Championnat National.